# Kleszczów (jezioro)
Kleszczów – jezioro położone we wschodniej Polsce, na obszarze Pojezierza Łęczyńsko-Włodawskiego, w gminie Ostrów Lubelski i Uścimów, w powiecie lubartowskim. Długość linii brzegowej jeziora wynosi 3042 m. Jezioro otoczone jest lasem sosnowym od wschodu i torfowiskami z pozostałych stron, oddzielonych od jeziora pasem zarośli łozowych. Z roślinności dominują przedstawiciele rodziny żabiściekowatych – moczarka kanadyjska i osoka aloesowata, występują także m.in. oczeret jeziorny, ponikło błotne i skrzyp bagienny. Z ptaków występują pokląskwa i potrzeszcz, a na pobliskich torfowiskach trznadel, makolągwa i gąsiorek. Nad jeziorem znajduje się stanica harcerska prowadzona przez Ks. Salezjanów, a także pole namiotowe.